# Ludwig Vörg
Ludwig Vörg (Monaco, 30 ottobre 1911 – Unione Sovietica, 22 giugno 1941) è stato un alpinista e militare tedesco.

## Biografia
Con Heinrich Harrer, Fritz Kasparek e Andreas Heckmair, nel 1938 salì con successo la parete nord dell'Eiger, che all'epoca era considerata invalicabile. Ha anche effettuato la prima salita della parete ovest di Ushba nel Caucaso. 
Vörg fu ucciso in azione il primo giorno dell'Operazione Barbarossa, l'invasione dell'Unione Sovietica da parte della Germania nazista il 22 giugno 1941.

### Il "re del bivacco"
Prima di tentare la scalata della parete nord dell'Eiger, Vörg era stato il primo a salire la parete ovest dell'Ushba nel Caucaso. È stato durante questa salita sulla parete di ghiaccio alta più di 2000 metri che Vörg si è guadagnato il soprannome dai suoi colleghi scalatori.

### 1937 sull'Eiger
Vörg e Matthias Rebitsch stavano pianificando un tentativo della parete nord nel 1937 quando giunse la notizia che due alpinisti austriaci, Franz Primas e Bertl Gollackner, erano bloccati sulla parete nord est in condizioni feroci. Vörg e Rebitsch hanno subito iniziato la loro scalata sul Lauper Wall, dove anche loro sono stati sorpresi dalla tempesta. La parete era piena di torrenti d'acqua, rocce smaltate e valanghe. Furono costretti a bivaccare in alto sulla parete su un minuscolo trespolo di roccia. Al mattino si sono spinti fino al rifugio sulla Cresta Mittellegi, facendo una pausa per asciugare i panni e riposare. Nel tardo pomeriggio, due guide hanno riferito al rifugio di aver portato giù dalla cresta un Primas esausto e congelato, ma che Gollackner era morto a 500 piedi sotto la vetta. Si sono offerti volontari per recuperare il corpo e lo hanno portato lungo il bordo del coltello del Mittellegi Ridge. Vörg e Rebitsch avevano messo a rischio la propria vita per il bene degli altri; era un tratto a Vörg che sarebbe riemerso l'anno successivo.

### Arrampicata sulla parete nord dell'Eiger nel 1938
Vörg tentò la parete nord dell'Eiger con Anderl Heckmair. Erano partiti all'inseguimento della squadra precedente in una corsa alla vetta. Quando raggiunsero la cordata austriaca di Heinrich Harrer e Fritz Kasparek (i ramponi a 12 punte superiori di Vörg e Heckmair si erano rivelati determinanti in parete; Harrer non aveva alcun rampone) decisero di unire le forze e di procedere in un'unica cordata. Quando raggiunsero il campo di ghiaccio soprannominato "Ragno" in alto sulla parete, furono colpiti da una feroce tempesta, le valanghe si abbatterono su di loro. Andreas Heckmair descrive cosa successe quando scivolò dalla parete.

Ho puntato dritto su di lui in una scivolata fulminea. Wiggerl lasciò cadere la corda e mi afferrò con le mani, e una delle punte dei miei ramponi gli passò attraverso il palmo. La forza con cui sono sceso su Wiggerl lo ha fatto cadere dalle sue prese, ma anche lui era stato in grado di salvarsi ed eccoci lì, in piedi a circa 4 piedi sotto la nostra posizione sul ghiaccio ripido senza alcun punto d'appoggio.
I nostri amici... non si erano nemmeno accorti che era successo qualcosa. Se non avessimo controllato la nostra caduta li avremmo scagliati fuori dalla parete con noi in un ampio arco.

Vörg, a quanto pare, ha salvato l'intero gruppo da morte certa, e senza il suo coraggio non ci sarebbero mai stati i leggendari racconti di Heinrich Harrer. I quattro raggiunsero la vetta, e la gloria, il 24 luglio 1938. Le foto di Vörg scattate alla fine di luglio al Breslau Deutsches Turn- und Sportfest 1938, scattate un paio di giorni dopo, mostrano la ferita al suo braccio quando i 4 scalatori sono con il ministro dello sport e le figure più famose del terzo Reich. Queste sono le stesse immagini che Harrer ha negato in alcune edizioni di White Spider, ma che gli hanno fatto cambiare la sua storia 50 anni dopo.

### Morte
Vörg era un appuntato dell'esercito tedesco e fu ucciso il 22 giugno 1941 a Siolo sul fronte russo. È registrato nel libro commemorativo del cimitero tedesco di Przemyśl, Polonia.